# (1312) Vassar
(1312) Vassar es el asteroide número 1312, situado en el cinturón principal. Fue descubierto por George Van Biesbroeck el 27 de julio de 1933 desde el observatorio Yerkes en Williams Bay, Wisconsin. Su designación alternativa es 1933 OT. Está nombrado por el Vassar College de Poughkeepsie.